# Kopantsé
Kopantsé (en macédonien Копанце ; en albanais Kopanci) est un village du nord-ouest de la Macédoine du Nord, situé dans la municipalité de Yégounovtsé. Le village comptait 1059 habitants en 2002. Il est majoritairement albanais.

## Démographie
Lors du recensement de 2002, le village comptait :
- Albanais : 752
- Macédoniens : 300
- Serbes : 4
- Autres : 3